# 8 Heures d'Indianapolis 2020
Navigation
Édition suivante
Les 8 Heures d'Indianapolis 2020 (2020 Indianapolis 8 Hour), disputées le 4 octobre 2020 sur l'Indianapolis Motor Speedway, sont la première édition de cette épreuve. La course est la deuxième manche de l'Intercontinental GT Challenge 2020.

## Course

### Classement de la course
Les voitures ne parcourant pas 70 % de la distance du gagnant sont non classées (NC).
| Pos        | Classe | no  | Écurie                    | Pilotes                                              | Châssis                               | Tours | Temps       |
| ---------- | ------ | --- | ------------------------- | ---------------------------------------------------- | ------------------------------------- | ----- | ----------- |
| Pos        | Classe | no  | Écurie                    | Pilotes                                              | Moteur                                | Tours | Temps       |
| 1          | Pro    | 34  | Walkenhorst Motorsport    | Nicky Catsburg Connor De Phillippi Augusto Farfus    | BMW M6 GT3                            | 300   | 8:00:55.390 |
| 1          | Pro    | 34  | Walkenhorst Motorsport    | Nicky Catsburg Connor De Phillippi Augusto Farfus    | BMW S63 4,4 L V8 TwinPower Turbo      | 300   | 8:00:55.390 |
| 2          | Pro    | 35  | Walkenhorst Motorsport    | David Pittard Martin Tomczyk Nicholas Yelloly        | BMW M6 GT3                            | 300   | + 41 s 346  |
| 2          | Pro    | 35  | Walkenhorst Motorsport    | David Pittard Martin Tomczyk Nicholas Yelloly        | BMW S63 4,4 L V8 TwinPower Turbo      | 300   | + 41 s 346  |
| 3          | Pro    | 30  | Team Honda Racing         | Dane Cameron Mario Farnbacher Renger van der Zande   | Honda NSX GT3 Evo                     | 299   | + 1 tour    |
| 3          | Pro    | 30  | Team Honda Racing         | Dane Cameron Mario Farnbacher Renger van der Zande   | Honda JNC1 3,5 L V6 Twin-Turbo        | 299   | + 1 tour    |
| 4          | Pro    | 31  | Audi Sport Team Hardpoint | Mirko Bortolotti Spencer Pumpelly Markus Winkelhock  | Audi R8 LMS Evo                       | 297   | + 3 tours   |
| 4          | Pro    | 31  | Audi Sport Team Hardpoint | Mirko Bortolotti Spencer Pumpelly Markus Winkelhock  | Audi FSI 5,2 L V10 Atmo               | 297   | + 3 tours   |
| 5          | Pro-Am | 4   | DXDT Racing (en)          | Colin Braun Ben Keating George Kurtz                 | Mercedes-AMG GT3                      | 295   | + 5 tours   |
| 5          | Pro-Am | 4   | DXDT Racing (en)          | Colin Braun Ben Keating George Kurtz                 | Mercedes-Benz M159 6,2 l V8 Atmo      | 295   | + 5 tours   |
| 6          | Silver | 20  | Wright Motorsports        | Jan Heylen Fred Poordad (de) Max Root                | Porsche 911 GT3 R                     | 295   | + 5 tours   |
| 6          | Silver | 20  | Wright Motorsports        | Jan Heylen Fred Poordad (de) Max Root                | Porsche 4,0 L Flat Six Atmo           | 295   | + 5 tours   |
| 7          | Pro    | 93  | Racers Edge Motorsports   | Shelby Blackstock (en) Trent Hindman Robert Megennis | Honda NSX GT3 Evo                     | 293   | + 7 tours   |
| 7          | Pro    | 93  | Racers Edge Motorsports   | Shelby Blackstock (en) Trent Hindman Robert Megennis | Honda JNC1 3,5 L V6 Twin-Turbo        | 293   | + 7 tours   |
| 8          | Pro-Am | 1   | Squadra Corse             | Alessandro Balzan Martin Fuentes Mark Issa           | Ferrari 488 GT3                       | 292   | + 8 tours   |
| 8          | Pro-Am | 1   | Squadra Corse             | Alessandro Balzan Martin Fuentes Mark Issa           | Ferrari F154 3,9 L V8 Twin-Turbo      | 292   | + 8 tours   |
| 9          | Pro-Am | 75  | SunEnergy1 Racing         | Mikaël Grenier Kenny Habul Martin Konrad             | Mercedes-AMG GT3                      | 291   | + 9 tours   |
| 9          | Pro-Am | 75  | SunEnergy1 Racing         | Mikaël Grenier Kenny Habul Martin Konrad             | Mercedes-Benz M159 6,2 l V8 Atmo      | 291   | + 9 tours   |
| 10         | GT4    | 82  | Bimmerworld Racing (en)   | Bill Auberlen James Clay Chandler Hull               | BMW M4 GT4                            | 273   | + 27 tours  |
| 10         | GT4    | 82  | Bimmerworld Racing (en)   | Bill Auberlen James Clay Chandler Hull               | BMW N55 3,0 L i6 Twin-Turbo           | 273   | + 27 tours  |
| 11         | GT4    | 438 | ST Racing                 | Jon Miller Samantha Tan Nickolas Wittmer             | BMW M4 GT4                            | 273   | + 27 tours  |
| 11         | GT4    | 438 | ST Racing                 | Jon Miller Samantha Tan Nickolas Wittmer             | BMW N55 3,0 L i6 Twin-Turbo           | 273   | + 27 tours  |
| 12         | GT4    | 2   | GMG Racing                | Jason Bell Andrew Davis Robin Liddell                | Porsche 718 Cayman GT4 CS MR          | 273   | + 27 tours  |
| 12         | GT4    | 2   | GMG Racing                | Jason Bell Andrew Davis Robin Liddell                | Porsche 3,8 L Flat Six Atmo           | 273   | + 27 tours  |
| 13         | GT4    | 33  | Notlad Racing by RS1      | Joe Dalton Patrick Gallagher (en) Jonathan Taylor    | Aston Martin Vantage AMR GT4          | 272   | + 28 tours  |
| 13         | GT4    | 33  | Notlad Racing by RS1      | Joe Dalton Patrick Gallagher (en) Jonathan Taylor    | Mercedes-AMG M177 4,0 l V8 Twin-Turbo | 272   | + 28 tours  |
| 14         | GT4    | 17  | TRG - The Racers Group    | Derek Deboer Andy Lally James Rappaport              | Porsche 718 Cayman GT4 CS MR          | 270   | + 30 tours  |
| 14         | GT4    | 17  | TRG - The Racers Group    | Derek Deboer Andy Lally James Rappaport              | Porsche 3,8 L Flat Six Atmo           | 270   | + 30 tours  |
| 15         | GT4    | 8   | GMG Racing                | Andy Lee Elias Sabo James Sofronas (en)              | Audi R8 LMS Evo                       | 297   | + 3 tours   |
| 15         | GT4    | 8   | GMG Racing                | Andy Lee Elias Sabo James Sofronas (en)              | Audi FSI 5,2 L V10 Atmo               | 297   | + 3 tours   |
| 16         | GT4    | 69  | BGB Motorsports           | Tom Collingwood Dylan Murry John Tecce               | Porsche 718 Cayman GT4                | 263   | + 37 tours  |
| 16         | GT4    | 69  | BGB Motorsports           | Tom Collingwood Dylan Murry John Tecce               | Porsche 3,8 L Flat Six Atmo           | 263   | + 37 tours  |
| 17         | Pro    | 7   | K-Pax Racing (en)         | Jules Gounon Jordan Pepper Maxime Soulet             | Bentley Continental GT3               | 260   | + 40 tours  |
| 17         | Pro    | 7   | K-Pax Racing (en)         | Jules Gounon Jordan Pepper Maxime Soulet             | Bentley 4,0 L V8 Twin-Turbo           | 260   | + 40 tours  |
| 18         | GT4    | 26  | Classic BMW               | Phil Bloom Toby Grahovec Stevan McAleer (en)         | BMW M4 GT4                            | 224   | + 76 tours  |
| 18         | GT4    | 26  | Classic BMW               | Phil Bloom Toby Grahovec Stevan McAleer (en)         | BMW N55 3,0 L i6 Twin-Turbo           | 224   | + 76 tours  |
| 19         | GT4    | 25  | CCR Team TFB              | Tim Barber Parker Chase (en) Cole Ciraulo            | BMW M4 GT4                            | 219   | + 81 tours  |
| 19         | GT4    | 25  | CCR Team TFB              | Tim Barber Parker Chase (en) Cole Ciraulo            | BMW N55 3,0 L i6 Twin-Turbo           | 219   | + 81 tours  |
| Non classé |        |     |                           |                                                      |                                       |       |             |
| Abd.       | Pro-Am | 63  | DXDT Racing (en)          | David Askew Ryan Dalziel Richard Heistand (de)       | Mercedes-AMG GT3                      | 175   | + 125 tours |
| Abd.       | Pro-Am | 63  | DXDT Racing (en)          | David Askew Ryan Dalziel Richard Heistand (de)       | Mercedes-Benz M159 6,2 l V8 Atmo      | 175   | + 125 tours |
| Abd.       | Pro    | 6   | Vital Speed               | Trevor Baek Ryan Briscoe Jeff Westphal               | Ferrari 488 GT3                       | 98    | + 202 tours |
| Abd.       | Pro    | 6   | Vital Speed               | Trevor Baek Ryan Briscoe Jeff Westphal               | Ferrari F154 3,9 L V8 Twin-Turbo      | 98    | + 202 tours |
| Abd.       | GT4    | 3   | Motorsport USA            | Michael Cooper (en) Michael McAleenan Dan Rogers     | McLaren 570S GT4                      | 67    | + 233 tours |
| Abd.       | GT4    | 3   | Motorsport USA            | Michael Cooper (en) Michael McAleenan Dan Rogers     | McLaren M838T 3,8 l V8 Twin-Turbo     | 67    | + 233 tours |
| Np         | Pro    | 80  | Racers Edge Motorsports   | Ziad Ghandour Kyle Marcelli (en)                     | Honda NSX GT3 Evo                     | -     | -           |
| Np         | Pro    | 80  | Racers Edge Motorsports   | Ziad Ghandour Kyle Marcelli (en)                     | Honda JNC1 3,5 L V6 Twin-Turbo        | -     | -           |

## Pole position et record du tour
- Pole position :
- Meilleur tour en course :

## À noter
- Longueur du circuit :
- Distance parcourue par les vainqueurs :